# Tobias Michael Carel Asser
Tobias Michael Karel Asser (Amszterdam, 1838. április 28. – Hága, 1913. július 29.) holland jogtudós, 1911-ben Alfred Hermann Frieddel együtt Nobel-békedíjjal tüntették ki. A díjat az első hágai békekonferencián végzett munkájáért érdemelte ki.

## Életútja
Asser az Amszterdami Egyetem nemzetközi kereskedelmi- és magánjog professzora volt 1862 és 1893 között. 1869-ben lapot indított Revue de Droit International et de Législation Comparée címmel. 1873-ban az alapítója volt  a Nemzetközi Jogi Intézetnek. 1891-ben nagy szerepe volt abban, hogy a holland kormány szervezett egy konferenciát a nemzetközi magánjog egységesítése céljából. A konferencia először 1893-ban ülésezett, majd később állandó intézmény lett. 1911-1912-ben Asser a nemzetközi váltójogi törvények egységesítését tárgyaló konferenciákon elnökölt. 1893-ban a holland Államtanács tagja lett. Az 1899-es és 1907-es hágai békekonferencián Hollandia képviselője volt.

## Művei
- Le duché de Limbourg et la Confédération Germanique (Hága,  1863)
- Schets van het nederlandsche handelsrecht (9. kiadás, Haarlem 1901)
- Schets van het internationaal privaatregt (uo. 1879; németül Berlin 1880)
- Studien op het gebied van recht en staat (Haarlem,  1889)
- La codiflcation du droit international privé (1901)[2]